# Вудландс (Тексас)
Вудландс (енгл. The Woodlands) насељено је место без административног статуса у америчкој савезној држави Тексас.

## Демографија
По попису из 2010. године број становника је 93.847, што је 38.198 (68,6%) становника више него 2000. године.
| Група             | 2000.          | 2010.          |
| Белци             | 48.674 (87,5%) | 73.680 (78,5%) |
| Афроамериканци    | 973 (1,7%)     | 2.268 (2,4%)   |
| Азијати           | 1.556 (2,8%)   | 4.625 (4,9%)   |
| Хиспаноамериканци | 3.697 (6,6%)   | 11.497 (12,3%) |
| Укупно            | 55.649         | 93.847         |